# Cinéma portoricain

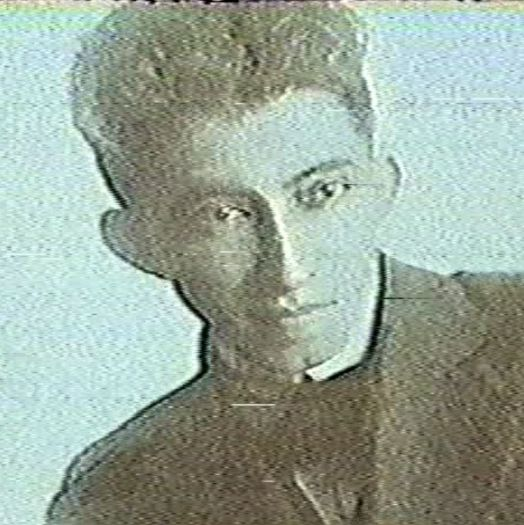
Juan Emilio Viguié Cajas, pionnier de l'industrie cinématographique de Porto Rico.

L'histoire du cinéma portoricain commence avec l'invasion de l'île antillaise de Porto Rico par les États-Unis en 1898. À l'époque, les soldats américains ont apporté des caméras pour enregistrer tout ce qui les intéressait. Cependant, ce n'est qu'en 1912 que les Portoricains ont commencé à produire leurs propres films.
Depuis lors, le cinéma portoricain s'est progressivement développé. L'industrie a permis à plusieurs acteurs et actrices de se faire connaître et même d'obtenir une nomination aux Oscars. Depuis sa création à la fin des années 1990, l'industrie cinématographique portoricaine s'est considérablement développée au fil des ans.
Les films portoricains sont principalement hispanophones ou anglophones.

## Histoire

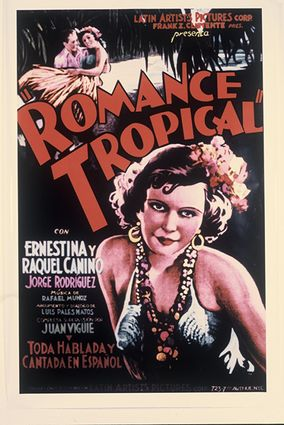
L'affiche de ' (1934).

L'histoire de l'industrie cinématographique à Porto Rico est antérieure à celle d'Hollywood, puisqu'elle a été conçue après l'apparition des premières industries dans certaines régions des États-Unis, de la Suisse, du Danemark, de l'Italie, de la France, de la Grande-Bretagne et de l'Allemagne. Lors de l'invasion de l'île par les États-Unis en 1898, les soldats américains ont apporté des caméras pour enregistrer ce qu'ils voyaient. En 1912, les Portoricains ont commencé à produire leurs propres films. Après les premières images enregistrées par les soldats américains en 1898, la plupart des films produits dans l'île étaient des documentaires. Ce n'est qu'en 1912 que Rafael Colorado D'Assoy enregistre le premier film non documentaire intitulé Un drama en Puerto Rico. Ensuite, Colorado et Antonio Capella Martínez ont créé la Film Industrial Society of Puerto Rico en 1916, produisant leur premier film intitulé Por la hembra y el gallo. D'autres sociétés cinématographiques ont été créées à l'époque : la Tropical Film Company (1917) et la Porto Rico Photoplays (1919). Porto Rico a été le deuxième marché latino-américain à produire un film sonore, en filmant le scénario de Luis Pales Matos pour Romance Tropical (en) (1934). Le film met en vedette Jorge Rodríguez, Raquel et Ernestina Canino, Sixto Chevremont et Cándida de Lorenzo. À la fin des années 1930, Rafael Cobián produit à Hollywood des films avec Blanca de Castejón tels que Mis dos amores et Los hijos mandan. En 1951, il produit Mi doble avec San Juan pour décor. Mapy et Fernando Cortés participeront également au cinéma hollywoodien, ainsi qu'au cinéma latino-américain.
En 1986, La gran fiesta (en) est la première tentative de participation officielle aux Oscars. À partir de la fin des années 1990, l'industrie cinématographique portoricaine connaît une croissance importante et le nombre de productions locales augmente chaque année. Un certain nombre d'acteurs et d'actrices portoricains, dont José Ferrer et Rita Moreno, se sont également imposés dans les cinémas étrangers.